# Erannis viduaria
Erannis viduaria là một loài bướm đêm trong họ Geometridae.